# Corridor sans issue
Corridor sans issue est une série de pièces de télé-théâtre québécois de type policier en huit ou dix épisodes de 25 minutes diffusés du 19 septembre au 21 novembre 1953 à la Télévision de Radio-Canada.

## Épisodes

### Épisode 1:Passe-Part
- Distribution : Paul Blouin, Roland Chenail, Paul Guèvremont, Ovila Légaré et Jacques Létourneau
- Scénarisation : Robert Arthur
- Réalisation : Jean Boisvert
- Date de diffusion : 19 septembre

### Épisode 2:Le Poisson Rouge
- Distribution :
- Scénario : Robert Arthur
- Réalisation : Jean Boisvert
- Date de diffusion : 26 septembre

### Épisode 3:L'Île-aux-goélands
- Distribution : Marie-Ève Liénard et Jean-Louis Roux
- Scénarisation : Odette Coupal
- Réalisation : Jean Boisvert
- Date de diffusion : 3 octobre

### Épisode 4:La Dame de pique
- Distribution : Roger Garceau, Micheline Gérin, Jacques Létourneau, Yves Létourneau, Marthe Thiéry
- Réalisation : Jean Boisvert
- Scénario : Alexis Chiriaeff d'après le roman d'Alexandre Pouchkine
- Date de diffusion : 10 octobre

### Épisode 5:Le Temps à tuer
- Distribution : Michèle Le Hardy et Robert Rivard
- Scénarisation : Roger Simard
- Réalisation : Jean Boisvert
- Date de diffusion : 17 octobre

### Épisode 6:Chambre 320
- Distribution : Jean Duceppe, Marjolaine Hébert, François Lavigne, Jean Boisjoli et Paul De Repentigny,
- Scénarisation : Robert Arthur
- Réalisation : Jean Boisvert
- Décorateur : Maurice Côté
- Date de diffusion : 24 octobre

### Épisode 7:Papiers dangereux
- Distribution : Jean-Pierre Masson (Me Vincent Ritter), Béatrice Picard (Catherine Morast), Rolland D'Amour (gardien) et Blanche Gauthier (femme de peine)[1]
- Scénarisation : Jacques Létourneau
- Réalisation : Jean Boisvert
- Date de diffusion : 31 octobre

### Épisode 8:Disparu
- Distribution : Roland Chenail Henri Poitras, Jean Mathieu, J. Léo Gagnon, Maud D'Arcy, Isabelle Richard et Claude Jutra
- Réalisation : Jean Boisvert
- Date de diffusion : 14 novembre

### Épisodes 9 et 10
Aucun titre n'a été fourni pour les épisodes diffusés les 7 et 21 novembre 1954.